# 埃勾斯

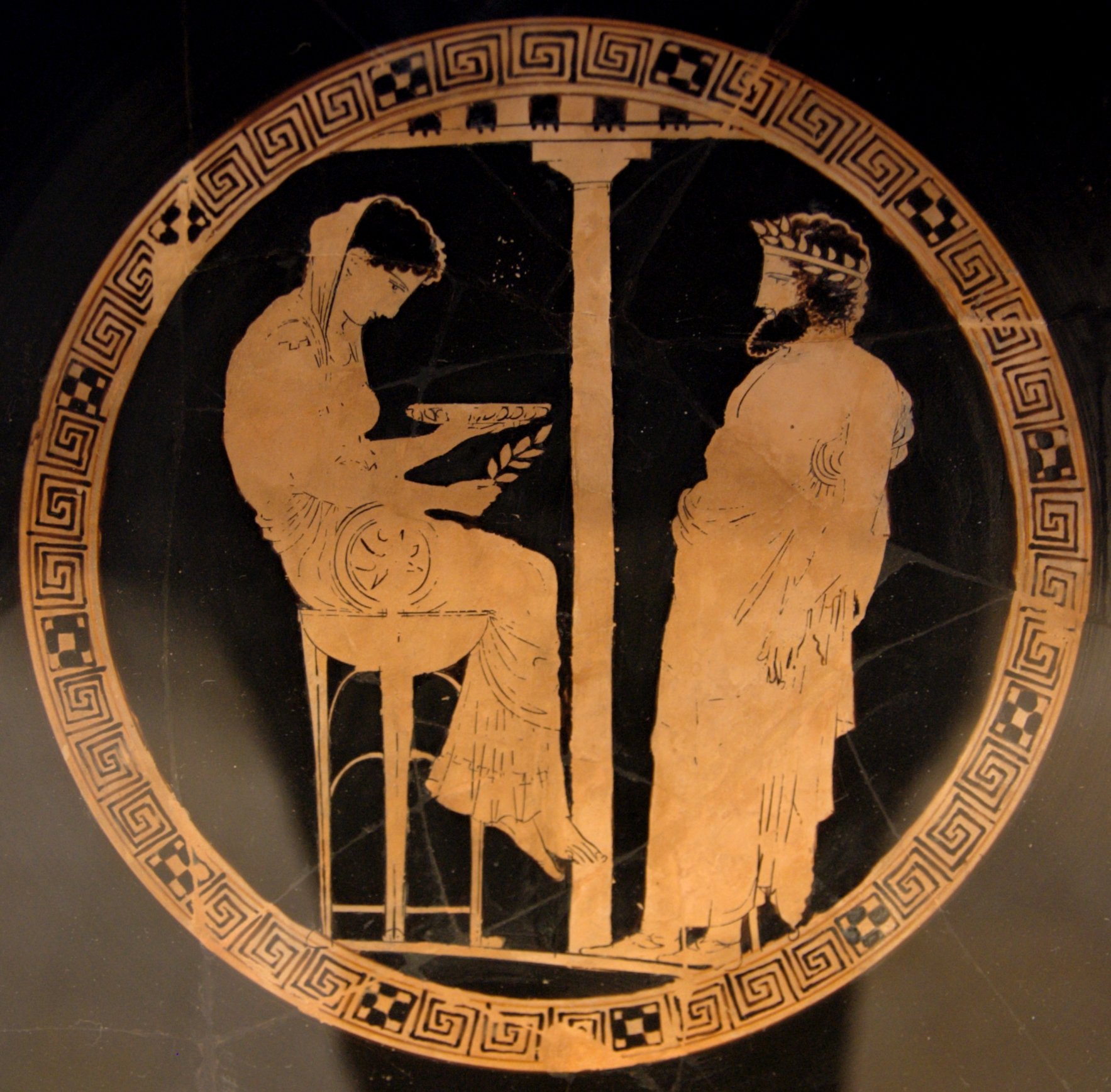
古希腊陶杯上的装饰画：埃勾斯（居右者）与正义女神忒弥斯

埃勾斯（古希腊语：Αἰγεύς）希腊神话中的雅典国王，阿提卡英雄忒修斯的父亲。

## 谱系
根据神话，埃勾斯是雅典国王潘狄翁二世的儿子，火神赫菲斯托斯的後裔。潘狄翁被同族人墨提翁的几个儿子（欧帕拉摩斯、西库翁和代达罗斯）赶下王位，被迫逃亡到墨伽拉，娶了当地国王皮拉斯的女儿皮利亚。皮利亚为潘狄翁生四子：埃勾斯、帕拉斯、尼索斯和吕科斯。潘狄翁死后，埃勾斯和他的三个兄弟进军雅典，从墨提翁的儿子们手中夺回了政权。之后兄弟四人分享了权力，但以埃勾斯为国王。另有一说为，篡夺雅典政权的是半人半兽的怪物珀透斯，埃勾斯是从珀透斯手中夺回雅典。

## 关于埃勾斯的神话
克里特国王弥诺斯的儿子安德洛革俄斯在雅典参加泛雅典娜竞技会时，在所有项目上都击败埃勾斯获得优胜。埃勾斯嫉妒万分，就命安德洛革俄斯前去捕捉蹂躏雅典附近地区的害兽马拉松野牛，结果安德洛革俄斯反被野牛杀死。弥诺斯怒而兴兵讨伐雅典，并大败雅典人。埃勾斯被迫求和，答应每年（一说每九年）向克里特进贡七对童男童女，以供怪物弥诺陶洛斯食用（弥诺陶洛斯是马拉松野牛与弥诺斯之妻帕西法厄所生的怪物）。
另一方面，由于得罪过女神阿佛罗狄忒，埃勾斯的前后两任妻子（第一个是墨塔，第二个是卡尔喀俄珀）都没能给他生下孩子。苦于没有男性后代的埃勾斯去请示德尔斐神谕，得到的回答是“在到达雅典最高处之前，即使见到最好的人也不能解开酒囊的口，否则你将死于悲伤”。埃勾斯不明白这个神谕是什么意思。他取道特罗曾返回雅典，受到当地国王庇透斯的热情接待。庇透斯理解了那个谜语般的神谕（埃勾斯在返回雅典途中将会生一个伟大的儿子，但这个儿子将导致他的死亡），就设法把埃勾斯灌醉，然后把他介绍给自己的女儿埃特拉。埃勾斯在大醉中与埃特拉发生了关系，导致埃特拉怀孕，后生下忒修斯。一些神话说，就在同一天晚上，雅典娜使埃特拉在梦游中前往斯淮里亚岛，结果海神波塞冬突然出现并占有了埃特拉。因此，忒修斯也可能是波塞冬的儿子。
埃特拉怀孕后，埃勾斯决定返回雅典。在临行时，他把自己的凉鞋、盾牌和剑压在一块大石头底下。埃勾斯告诉埃特拉，他们的儿子长大后就应该去取出巨石下的武器，这算是他给儿子留下的一个考验。埃勾斯在返回雅典后娶了刚刚离开伊阿宋、从科林斯逃到雅典的美狄亚。美狄亚向埃勾斯保证说她肯定能为他生个儿子，结果果然成真。埃勾斯和美狄亚所生的儿子是墨多斯。
忒修斯在特罗曾逐渐成长为一个勇敢的年轻人。他成功地搬动了巨石，取出了父亲的武器。埃特拉随后告诉了他父亲的身份，叫他带着那些武器到雅典去投奔父亲。忒修斯经过一番冒险才到达雅典，抵达时正值百牛大祭的第8天。忒修斯在到达雅典后并没有立刻公开自己的身份，埃勾斯带着怀疑接待了他，而美狄亚却依靠巫术明白了这个年轻人是埃勾斯的儿子。为了保住自己儿子的地位，美狄亚企图杀害忒修斯。她首先怂恿埃勾斯派忒修斯去捕杀马拉松野牛，结果忒修斯成功地完成了这项任务。美狄亚又企图毒死忒修斯，但埃勾斯在最后时刻认出了忒修斯佩带的正是自己的剑，出手打落了忒修斯端着的有毒酒的杯子。在父子相认之后，美狄亚被迫带着墨多斯逃往科尔喀斯。此时埃勾斯在雅典的王位并不稳固。他的弟弟帕拉斯的50个儿子企图夺取他的权力，散布谣言说他只不过是潘狄翁的养子。在埃勾斯宣布忒修斯为自己的儿子和王位继承人之后，帕拉斯的儿子们跳出来反对并与忒修斯发生战斗，结果全被消灭。
后来忒修斯决定去克里特岛杀死弥诺陶洛斯，为雅典解除可怕的贡赋。临行前埃勾斯与忒修斯约定：如果忒修斯成功地杀死了怪物，返回时就在船上换挂白帆（忒修斯所乘的船只在起航时挂的是黑帆）。忒修斯成功地杀了弥诺陶洛斯，但却忘记了与父亲的这个约定。在海边盼望儿子的埃勾斯看见归来的船上挂的仍然是黑帆，误以为儿子已死，在悲痛中跳海自尽。这样埃勾斯的一生就正应了那个神谕。埃勾斯所投之海因此得名爱琴海（意为“埃勾斯海”）。

## 神话学解释
苏联神话学家认为，埃勾斯的故事属于典型的推源论神话。所谓埃勾斯投海自尽的传说实际是因为古希腊人无法理解爱琴海的名称而创造出来的，因为“爱琴海”一名源自前希腊时代，无法用希腊语来解释。而“埃勾斯”本身可能是海神波塞冬的地方性别名之一（这解释了其子忒修斯的生父身份问题）。后来随着奥林波斯教的扩张，波塞冬作为全国性海神的地位得以确立，埃勾斯就成了一个独立的人物；但他与波塞冬的联系仍有证据残留：古典时代波塞冬的一个别名是“波塞冬·埃勾斯”。

## 其它
古希腊悲剧作家索福克勒斯写过一部悲剧叫《埃勾斯》；这部剧今天已经失传了。埃勾斯在欧里庇得斯的悲剧《美狄亚》中也是一个重要角色。
罗马帝国时代的地理学家保萨尼阿斯在途经雅典时，曾听说当地一个崇拜阿佛罗狄忒·乌剌尼亚的古老教派是埃勾斯创立的：埃勾斯因为触怒了阿佛罗狄忒而受到诅咒，使他和他的姐妹都不能生育；为了赎罪，埃勾斯将对阿佛罗狄忒的崇拜引入了雅典。
在雅典存在祭祀埃勾斯的神庙。

## 资料来源
- 《神话辞典》，（苏联）M·H·鲍特文尼克等，统一书号：2017·304
- 《世界神话辞典》，辽宁人民出版社，ISBN 7-205-00960-X
- 《古希腊罗马神话鉴赏辞典》，吉林出版社，ISBN 7-206-04846-3